# Villardonnel
Villardonnel là một xã của Pháp, nằm ở tỉnh Aude trong vùng Occitanie. Người dân địa phương trong tiếng Pháp gọi là Villardonnellois.
Xã này thuộc vùng đô thị Carcassonne ở bên Méridienne Verte

## Hành chính
| Danh sách các xã trưởng                |           |                |      |         |
| Giai đoạn                              | Giai đoạn | Tên            | Đảng | Tư cách |
| ????                                   | 1977      | Maurice Costis | PS   |         |
| 1977                                   | 2008      | Jean Miramond  | PS   |         |
| 2008                                   | 2014      | Daniel Géri    |      |         |
| Tất cả các dữ liệu trước đây không rõ. |           |                |      |         |

## Thông tin nhân khẩu
| 1962                                         | 1968 | 1975 | 1982 | 1990 | 1999 |
| -------------------------------------------- | ---- | ---- | ---- | ---- | ---- |
| 279                                          | 317  | 342  | 331  | 365  | 412  |
| Số liệu từ năm 1962: Dân số không tính trùng |      |      |      |      |      |